# Namborner Aufruhr
Der Namborner Aufruhr von 1874 war einer der schwersten Kulturkampf-Konflikte der Diözese Trier, bevor es zu einer noch größeren Eskalation im Zusammenhang mit den Marienerscheinungen in Marpingen 1876/1877 kam. 
Im Sommer 1873 war der Gemeindepfarrer von Namborn pensioniert worden. Der Bischof von Trier, Matthias Eberhard, setzte sich nun über die im Rahmen des Kulturkampfes erlassenen sogenannten Maigesetze hinweg, indem er den Pfarrer Jakob Isbert auf die Pfarrstelle berief, ohne dass er zuvor den preußischen Behörden eine entsprechend vorgeschriebene Anzeigung über die Besetzung der Pfarrstelle machte. Landrat Karl Hermann Rumschöttel warf daraufhin im November 1873 Pfarrer Isbert öffentlich eine gesetzwidrige Amtshandlung vor. Isbert besuchte Namborn nur noch heimlich bei Nacht und hielt sich tagsüber im Fürstentum Birkenfeld auf. Im Sommer 1874 wurde Isbert in Abwesenheit zu 32 Monaten Haft verurteilt.
Im Juli 1874 gelang es dem Bürgermeister von Namborn, Wilhelm Woytt, und einem Polizisten, Pfarrer Isbert zu stellen. Dabei kam es zu Tumulten unter der Bevölkerung. Erst auf Intervention des Pfarrers aus der benachbarten Gemeinde Furschweiler zerstreute sich die Menge. In St. Wendel, von wo aus der Pfarrer mit der Eisenbahn nach Saarbrücken gebracht werden sollte, um seine Haft zu verbüßen, wiederholte sich diese Szene jedoch. Rund 1.000 Katholiken stürmten den Bahnhof und erst nach Einsatz preußischen Militärs unter dem Bezirkskommandanten Major von Studnitz konnte die Menge zerstreut werden. 23 Personen, angeblich die „Hauptschreier“, wurden dabei verhaftet. Die Konfrontation zwischen katholischen Bürgern und preußischer Oberherrschaft ereignete sich im selben Monat, in dem der katholische Böttchergeselle Eduard Kullmann sein Attentat auf Otto von Bismarck verübt hatte. Vor diesem Hintergrund ergingen sehr harte Strafen gegen die Personen, die an der Erstürmung des Bahnhofs beteiligt waren. Vier Personen wurden zu drei Jahren Haft verurteilt. Ein weiterer erhielt eine Haftstrafe von achtzehn Monaten und ein weiterer von sechs Monaten.

## Einzelbelege
1. 1 2 3  David Blackbourn: Marpingen – Das deutsche Lourdes in der Bismarckzeit, S. 133
2. 1 2  Max Müller: Die Geschichte der Stadt St. Wendel von ihren Anfängen bis zum Weltkriege. St. Wendel 1927, S. 272.